# Leopoldov
Leopoldov − miasto na Słowacji w kraju trnawskim, liczy około 4,2 tys. mieszkańców (2011).
Miasto zostało założone przez Leopolda I w latach 1664–1669 jako twierdza chroniąca kraj przed najazdami Turków osmańskich.
W mieście jest stacja kolejowa Leopoldov.

## Miasta partnerskie
- Kuřim, (Czechy)